# Geschmückter Taubenkropf-Blütenspanner
Der Geschmückte Taubenkropf-Blütenspanner (Eupithecia venosata), auch als Geschmückter Leimkraut-Blütenspanner bekannt, ist ein Schmetterling (Nachtfalter) aus der Familie der Spanner (Geometridae).

## Merkmale

### Falter
Die Falter erreichen eine Flügelspannweite von 20 bis 25 Millimeter. Die Flügel besitzen eine hell bräunliche bis cremefarbene Grundfarbe und sind sehr charakteristisch gezeichnet. Die Vorderflügel sind großflächiger und runder als bei vielen anderen Blütenspannern. Typisch für die Art sind mehrere helle, schwarz umrandete, teils gitterförmig wirkende Wellenlinien sowie schwarz gefärbte Adern. Die Hinterflügel haben ein ähnliches, jedoch stark abgeschwächtes Muster. Der Geschmückte Taubenkropf-Blütenspanner ähnelt sehr stark der Art Eupithecia schiefereri und ist von dieser eindeutig nur mittels einer Genitaluntersuchung zu unterscheiden. Da E. schiefereri in Deutschland nicht vorkommt, ist hier die Bestimmung einfach. In Österreich, der Schweiz und in anderen südlicheren Ländern kommen beide Arten jedoch parallel vor.

### Ei, Raupe, Puppe
Das Ei ist gedrungen und oval. Die Raupe ist meist schmutzig grün gefärbt und besitzt einen sehr breiten bräunlichen Rückenstreifen sowie einen glänzend schwarzen Kopf. Die Puppe ist glänzend braungelb mit dunkelbraunem Kremaster, der an der Basis fünf wulstige Erhebungen und eine gestreckte Spitze mit mehreren Borsten aufweist.

## Synonyme
- Tephroclystia venosata

## Ähnliche Arten
- Eupithecia schiefereri, Bohatsch, 1893

## Vorkommen
Die Art ist in Europa, Nordafrika und Kleinasien weit verbreitet.
Sie bevorzugt warme, trockene Gebiete und ist an Waldrändern, Heiden, Parklandschaften und warmen Hängen anzutreffen. In die Alpen steigt sie bis auf etwa 2.000 Meter Höhe.

## Lebensweise
Die Raupen ernähren sich von den Kapseln des Taubenkropf-Leimkrauts (Silene vulgaris) und anderer Leimkräuter  (Silene). Sie leben im Juli und August.  Die Puppen überwintern und überliegen gelegentlich mehrmals. Die Falter fliegen von Ende Mai bis Ende Juli.

## Gefährdung
In Deutschland kommt die Art in allen Bundesländern vor, das Vorkommen schwankt jedoch erheblich, so dass sie in der Roten Liste gefährdeter Arten in Kategorie V (auf der Vorwarnliste) geführt wird.